# Мацуда Мітіко
Мацуда Мітіко (яп. 松田 理子; нар. 26 жовтня 1966) — японська футболістка. Вона грала за збірну Японії.

## Клубна кар'єра
Виступала в «Пліма Хам Куноїті».

## Виступи за збірну
Дебютувала у збірній Японії 6 вересня 1981 року в поєдинку проти Англії. У складі японської збірної учасниця жіночого чемпіонату світу 1991 року. З 1981 по 1991 рік зіграла 45 матчів та відзначилася 10-а голами в національній збірній.

## Статистика виступів
| Збірна Японії | Збірна Японії | Збірна Японії |
| Рік           | Матчі         | Голи          |
| ------------- | ------------- | ------------- |
| 1981          | 1             | 0             |
| 1982          | 0             | 0             |
| 1983          | 0             | 0             |
| 1984          | 3             | 2             |
| 1985          | 0             | 0             |
| 1986          | 10            | 3             |
| 1987          | 4             | 0             |
| 1988          | 2             | 0             |
| 1989          | 9             | 1             |
| 1990          | 5             | 2             |
| 1991          | 11            | 2             |
| Загалом       | 45            | 10            |